# Joca Marques
Joca Marques est une municipalité brésilienne située dans l'État du Piauí.